# Золотарёвка (Донецкая область)
Золотарёвка (укр. Золотарівка) — село в Донецком (до 2020 года — в Шахтёрском) районе Донецкой области Украины. Находится под контролем самопровозглашённой Донецкой Народной Республики.

## География

#### Соседние населённые пункты по сторонам света
С: Медвежье
СВ: Водобуд
В: Николаевка, город Зугрэс
СЗ: город Харцызск
З: Молочарка, Гусельское
ЮЗ: Новониколаевка, Садовое, Вербовка
ЮВ: Шахтное, Троицко-Харцызск, Широкое, Дубовка
Ю: Новопелагеевка, Войково

## Население
Население по переписи 2001 года составляло 1240 человек.

## Общие сведения
Телефонный код — 6255. Код КОАТУУ — 1425283401.

## История
Село основано в 1898 году. Золотаревка — село, центр сельского Совета депутатов трудящихся. Расположена в 30 км к западу от районного центра и в 7 км от ближайшей железнодорожной станции Харцызск. В 2 км от села проходит автодорога Донецк—Ростов. Дворов — 537. Население — 1530 человек. Сельсовету подчинены села Дубовка, Новониколаевка и Новопелагеевка.
На территории села Золотаревка размещена центральная усадьба колхоза «Зоря комунізму», за которым закреплено 2803 га сельскохозяйственных угодий, в том числе 2439 га пахотной земли. Производственное направление хозяйства — зерно-молочное. В колхозе две полеводческие, одна овощеводческая и две тракторные бригады, пять животноводческих ферм; 39 тракторов, 13 комбайнов и 28 автомашин.
В селе Золотаревка работают средняя школа, в которой 25 учителей обучают 332 учащихся, дом культуры на 210 мест, библиотека с фондом 11 761 книга, фельдшерско-акушерский пункт, детсад-ясли на 50 мест. Население обслуживают почтовое отделение, сберкасса, дом быта, три магазина.
Партийная организация объединяет 55 коммунистов, комсомольская — 40 членов ВЛКСМ. Организации созданы в 1936 году.
За трудовые успехи 51 житель села Золотаревки награжден орденами и медалями СССР.
Село Золотаревка основано в 1898 году.
Советская власть установлена 25 декабря 1917 года. В 1923 году организована коммуна им. В. К. Блюхера. В годы Великой Отечественной войны в борьбе против немецко-фашистских захватчиков принимали участие 139 жителей села Золотаревка, из них 45 погибли, 80 удостоены правительственных наград.

## Адрес местного совета
86252, Украина, Донецкая область, Шахтёрский р-н, с. Золотарёвка, ул. Ломоносова, д.2